# Sismoscopio
Il sismoscopio è un apparecchio in grado di segnalare un terremoto, ma non di misurare o registrare tutte le sue caratteristiche.
Già inventato nel II secolo d.C. dal cinese Zhang Heng, la sua re-invenzione viene attribuita all'abate astigiano Atanasio Cavalli, direttore dell'Osservatorio astronomico - meteorologico del Duca Caetani in Roma.
Egli, infatti venne spinto a costruire uno strumento che potesse registrare in modo inconfutabile qualsiasi scossa tellurica seppur lieve rilevando  la soggettività della percezione dei movimenti del suolo in occasione dei terremoti.